# Fenoximetilpenicilina
La Fenoximetilpenicilina es un antibiótico betalactámico del grupo de las penicilinas, también conocida como penicilina V.

## Farmacocinética

### Vías de administración (formas de uso)
Se administra por vía oral, en tabletas de 125 y 150 mg.

### Absorción
No es inactivada por el jugo gástrico, alcanzándose en poco tiempo concentraciones adecuadas de penicilina en tejidos y plasma sanguíneo, aunque su disponibilidad es de alrededor del 25%. La absorción no está influida por las comidas.

### Distribución.
Se une a proteínas plasmáticas en un 80% y alcanza niveles elevados en riñones, piel, intestinos e hígado, y niveles bajos en otros tejidos y líquido cefalorraquídeo.

### Metabolismo y metabolitos
Hepático.

### Excreción
Renal, por excreción tubular inhibida por el probenecid. Disminuida en niños pequeños y en la insuficiencia renal.

## Farmacodinámica

### Mecanismo de acción
Bactericida en fase de división, por inhibición de la síntesis de los mucopéptidos de la membrana de la bacteria. Las penicilinas inhiben el paso final de la unión de peptidoglicano mediante su unión a transpeptidasas, proteínas fijadoras de penicilinas, que se encuentran en la superficie interior de la cubierta celular bacteriana, inactivándolas. Otros mecanismos implicados: lisis bacteriana a causa de la inactivación de inhibidores endógenos de autolisinas bacterianas.
Sensible a la betalactamasa producida por algunas cepas bacterianas.

### Interacciones
| Fármacos que interaccionan con la fenoximetilpenicilina. | |
| Fármaco.                                                 | Resultados de la interacción.                                                                                       |
| Antibióticos bacteriostáticos                            | Disminuye el efecto de la penicilina V.                                                                             |
| Probenecid                                               | Aumenta los niveles en plasma, disminuye la distribución tisular y disminuye la excreción renal de la penicilina V. |
| Neomicina.                                               | Disminuye la absorción de la penicilina V.                                                                          |
| Pruebas de laboratorio                                   | Puede dar falsas glucosurias y proteinurias.                                                                        |

## Uso clínico

### Indicaciones
- Infecciones por estreptococos, de los tipos A, C, G, H, L y M.
- Infecciones por neumococos.
- Infecciones por estafilococos sensibles a la penicilina.
- Infecciones por fusoespiroquetas.
- Prevención de las reagudizaciones de la fiebre reumática.[3]
- La penicilina V es la primera opción en el tratamiento de infecciones odontológicas.

### Efectos adversos
Para la valoración de las reacciones adversas (RAM) se tendrán en cuenta los criterios de la CIOSM.
| Reacciones adversas a la penicilina V. |              |                                                           |
| Sistema implicado.                     | Grupo CIOSM. | Tipo de reacción.                                         |
| Sistémica.                             | Rara.        | - Shock anafiláctico. - Neutropenia. - Anemia hemolítica. |
| Digestivo.                             | Infrecuente. | Náuseas, vómitos y diarrea.                               |
|                                        | Rara.        | Colitis pseudomembranosa.                                 |
| Piel y mucosas.                        | Infrecuente. | Eritema, dermatitis, angioedema.                          |

### Contraindicaciones
- Antecedentes de sensibilización alérgica a la penicilina.
- Embarazo: Categoría B.
- Precaución en madres lactantes.

### Presentaciones
Suele utilizarse la penicilina V potásica para el uso oral en forma de solución. Entre los excipientes y conservantes habituales podemos encontrar:
- Acacia.
- Ácido cítrico.
- DL-mentol.
- Saborizantes naturales y artificiales.
- Benzoato sódico.
- Citrato sódico.
- Sacarina sódica.
- Sucrosa.
- Timol.